# Une nuit de folies
Pour les articles homonymes, voir Nuit de folie.
Pour plus de détails, voir Fiche technique et Distribution.
Une nuit de folies est un film français réalisé par Maurice Cammage, sorti en 1934.

## Synopsis
Jacqueline a entraîné un de ses amis dans un endroit où se côtoient touristes, indicateurs, filles, souteneurs et apaches. Son mari qui la surveille, après avoir corrigé d'importance Julot et Le Frisé est considéré comme un as au bal des Terreurs. Il retrouve ainsi l'amour de sa femme.

## Fiche technique
- Réalisation : Maurice Cammage
- Scénario : D'après la pièce d'Henri Hubert et Paul Chartrettes : Un gars du milieu
- Adaptation et dialogues : René Pujol
- Directeur de la photographie : Maurice Forster
- Cameraman : Lucien Joulin
- Assistant opérateur : Marcel Lucien
- Photographe de plateau : Roger Forster
- Décors : Robert Saurin
- Son : Jean Dubuis, B. Wischler
- Musique : Vincent Scotto
- Chansons : 
  - « Un verre de fine », de Vincent Scotto (musique), Géo Koger & Jean Manse, interprétée par Fernandel
  - «Les Cavaliers », de Roger Dumas (musique) et Jean Manse, interprétée par Fernandel (qui ne figure pas dans la version de 83 minutes diffusée sur YouTube)
  - « Ceux qui ne l'ont pas fait », de Vincent Scotto (musique) et Jean Manse, interprétée par Parisys
- Société de production : Fortuna-Films
- Sociétés de distribution : Société Nouvelle de Films Sonofilm, puis :Pathé Consortium Cinéma
- Pays :   France
- Format : Noir et blanc  - Son mono - 1,37:1 - 35 mm
- Genre :  Comédie
- Durée : 90 min
- Tournage en janvier 1934
- Première présentation le :
  - France : 28 avril 1934

## Distribution

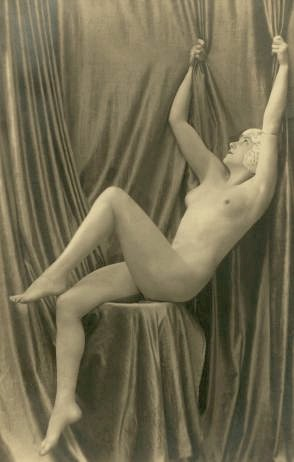
Colette Andris

- Fernandel : Fernand, un barman trop porté sur la bouteille qui s'associe avec Julot
- Marcelle Parisys : Louise dite Loulou, une respectueuse
- André Roanne : Paul d'Ermont, un mari qui soupçonne sa femme de le tromper
- Dolly Davis : Jacqueline d'Ermont, sa femme qui s'acoquine avec son ami Anatole pour fréquenter les endroits louches
- Suzanne Dehelly : Suzanne, une respectueuse, la collègue et amie de Loulou
- Jacques Varennes : Julot Fournier, voleur, souteneur et trafiquant de cocaïne
- Georges Péclet : Le Frisé, un dur, habitué du café Les Terreurs
- Pierre Bertin : Anatole, le monsieur bien qui sort avec Jaqueline et qui espère en vain sa petite « récompense »
- Pierre Finaly : Le juge d'instruction Martin, le meilleur ami de Paul
- Albert Malbert : Le patron du café-bal musette Les Terreurs
- Rose Mai : Marie, la femme de chambre des d'Ermont, complice de Julot
- Colette Andris : La danseuse nue
- Teddy Dargy
- Anthony Gildès
- Jean Kolb
- Titys